# Estação Sukonnaia Sloboda
Sukonnaia Sloboda (em russo:  Суконная слобода, em tártaro:  Сукно бистәсе) é uma das estações da linha Tsentralhnaia (Linha 1) do Metro de Cazã, na Rússia. A estação «Sukonnaia Sloboda» está localizada entre as estações «Ametievo» e «Ploshchad Tukaia».